# Battaglia del Panaro
La battaglia del Panaro (Castelfranco Emilia, 3 aprile 1815), detta anche battaglia di Modena o di Castelfranco, fu la prima battaglia della guerra austro-napoletana, combattuta dal re di Napoli Gioacchino Murat allo scopo di mantenere il proprio trono dopo il Congresso di Vienna. In questo scontro Murat riportò una vittoria su di una forza meno numerosa di austriaci, guidati da Federico Bianchi, che cercava di sbarrargli il passaggio del fiume Panaro, appena a sud di Modena, ma che fu obbligata a ritirarsi dietro il Po.

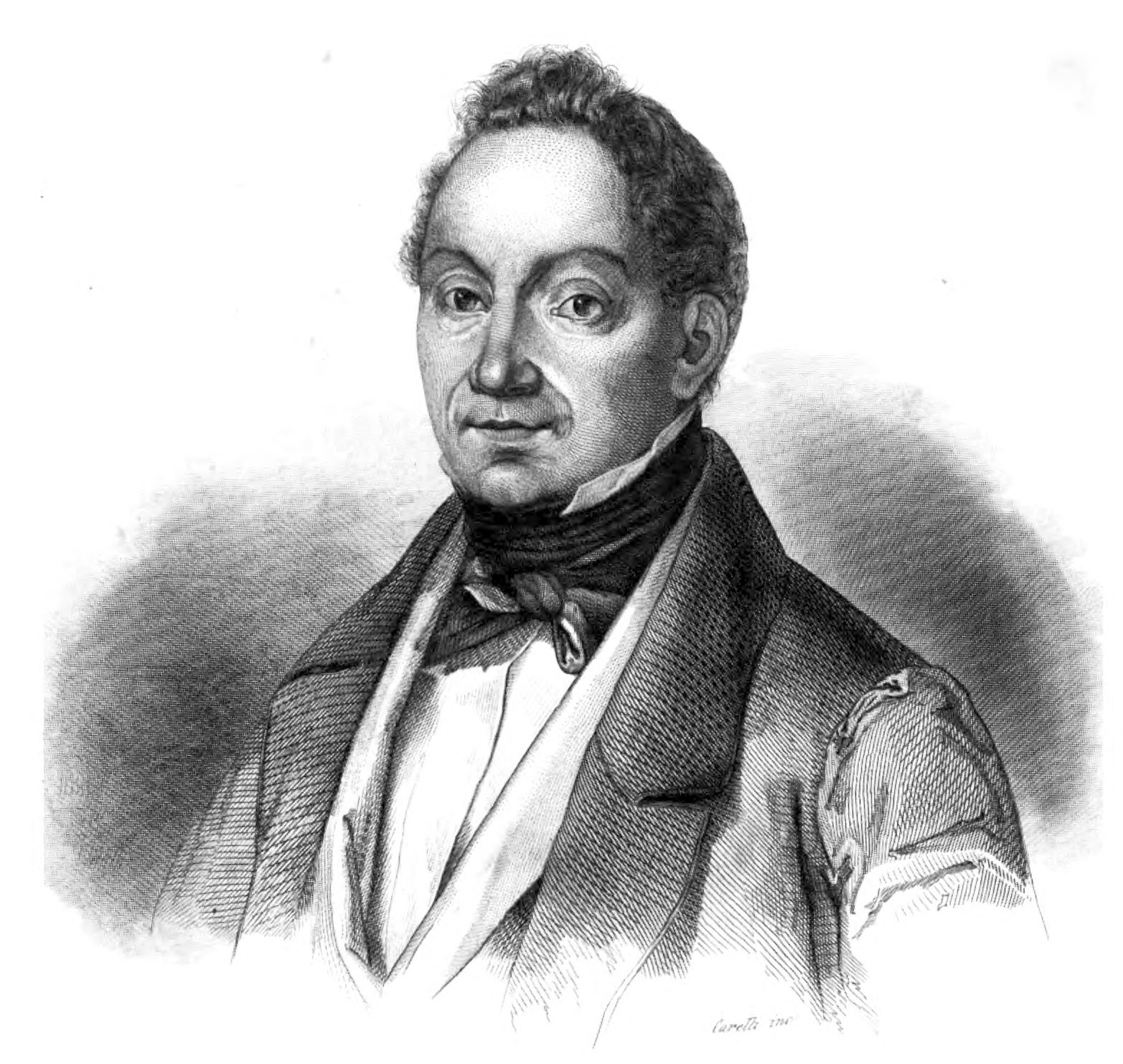
Pietro Colletta, la cui azione sul fianco destro dell'esercito austriaco decise la battaglia

## Antefatto
Alla dichiarazione di guerra da parte del Regno di Napoli (15 marzo), le forze austriache in Italia si stavano ancora organizzando in Lombardia; per questo motivo, il comando austriaco poté inviare a contrastare l'avanzata napoletana solo un esiguo esercito di 6 600 uomini, al comando del generale Federico Bianchi, che era stato inviato a presidiare il Ducato di Modena. Il re di Napoli, Gioacchino Murat, aveva già stabilito il quartier generale del proprio esercito, forte di 40 000 uomini, ad Ancona e aveva incominciato l'avanzata verso nord.
Dopo una piccola schermaglia attorno a Cesena (30 marzo), gli austriaci di Bianchi si ritirarono su di una nuova linea difensiva dietro il fiume Panaro, permettendo così ai napoletani di conquistare Bologna il 2 aprile e di preparare il successivo attacco alle formazioni austriache.

## Battaglia
Il 3 aprile, una divisione napoletana al comando di Michele Carrascosa tentò l'attraversamento del Panaro: dopo essere stati respinti in prossimità di due altri ponti, i napoletani completarono l'attraversamento in prossimità di Castelfranco Emilia e da qui caricarono le posizioni di Bianchi.
Mentre un violento scontro impegnava il centro dello schieramento austriaco, Murat ordinò al generale Carrascosa di portarsi rapidamente a sinistra e impegnare il fianco destro nemico. Attaccato da forze soverchianti, il fianco destro austriaco fu obbligato a ripiegare e Bianchi ordinò la ritirata.
L'arrivo di altre forze napoletane da Bologna indusse gli austriaci ad arretrare il fronte dietro il Po; questa vittoria permise a Carrascosa di occupare immediatamente le maggiori città del Ducato di Modena: Modena, Reggio Emilia e Carpi.